# Anteros carausius
Anteros carausius is een vlindersoort uit de familie van de prachtvlinders (Riodinidae), onderfamilie Riodininae.
Anteros carausius werd in 1851 beschreven door Westwood.